# Etanercepte
Etanercepte é um medicamento recombinante humano, utilizado pela medicina no tratamento da artrite reumatóide, artrite psoriásica, espondilite anquilosante e psoríase. É uma molécula de tamanho consideravel: 150.000 unidades de massa atômica, que se liga ao TNF α diminuindo sua ação envolvida em muitas doenças auto-imunes e inflamação. Nos Estados Unidos e no Reino Unido são comercializadas pelo laboratório Amgen e Wyeth sob o nome comercial Enbrel, em duas formulações, uma em pó, e outro como um pré-misturado líquido.
O etanercepte age nos processos inflamatórios das doenças imuno-mediadas como a psoríase e artrite psoriásica de forma mais seletiva, sendo por essa razão mais eficaz e mais seguro que as drogas clássicas como o metotrexato. A aplicação é via subcutânea e a dose padrão para psoríase é 50 mg por semana. Tem alto custo de tratamento. Já são utilizadas há quase 18 anos em vários países. É fundamental avaliação prévia da saúde, especialmente para tuberculose latente (ou ativa) por intermédio do exame PPD e radiografia do tórax. Recentemente (2015) teve patente liberada permitindo a fabricação de biossimilares.

## Propriedades
É antagonista do fator de necrose tumoral alfa (TNF).

## Mecanismo de ação
O fator de necrose tumoral alfa (TNF α) é uma citocina produzida por monócitos e macrófagos, dois tipos de glóbulos brancos. Ele media a resposta imune através de um aumento do transporte de glóbulos brancos para os locais de inflamação, e através de mecanismos moleculares adicionais que iniciam e completam a inflamação. A inibição da sua ação pelo Etanercept reduz a resposta inflamatória, que é especialmente útil para tratar doenças auto-imunes.
Existem dois tipos de receptores TNF: aqueles encontrados embutido nos glóbulos brancos que respondem ao TNF por liberar outras citocinas, e solúvel receptores TNF, que são usados para desativar TNF e efetuar a resposta imune. Além disso, os TNF receptores são encontrados na superfície de quase todas  células nucleadas (glóbulos vermelhos, que não são nucleadas, não contêm receptores TNF na sua superfície). Etanercept imita os efeitos inibidores de ocorrência natural.

## Patente
A patente identificada como Patente E.U.A. re36 755 sobre Enbrel® foi originalmente definida para expirar em 23 de Outubro de 2012. No entanto, a União Europeia e os Estados Unidos têm actualmente em vigor um sistema para aprovar genéricos biológicos (biossimilares) que "requerem testes clínicos, com o preenchimento obrigatório e revisão periódica".

## Nomes comerciais
- Enbrel® - Patente E.U.A. re36 755